# Burhanuddin Harahap
Burhanuddin Harahap (né en 1917 et mort en 1987) est un homme d'État,  9e Premier ministre d'Indonésie, du 11 juillet 1955 au 20 mars 1956, sous la présidence de Soekarno. Il a également été ministre de la Défense en 1955 et 1956 .